# Mora Motor Car Company
Mora Motor Car Company war ein US-amerikanischer Hersteller von Automobilen.

## Unternehmensgeschichte
Sam H. Mora gründete 1906 das Unternehmen in Newark im US-Bundesstaat New York. Wiliam H. Birdsall war der Konstrukteur. Sie begannen im gleichen Jahr mit der Produktion von Automobilen. Der Markenname lautete Mora.
Im Juli 1910 wurden finanzielle Probleme bekannt. 1911 endete die Produktion. In dem Jahr kam es zum Bankrott. Am 15. November 1911 wurde alles verkauft. Dazu gehörten 50 fertige Fahrzeuge. Insgesamt sollen pro Typ etwa 100 Fahrzeuge pro Jahr gefertigt worden sein.
Sam H. Mora leitete auch die Omar Motor Company und gründete später die Mora Power Wagon Company zur Nutzfahrzeugproduktion.

## Fahrzeuge
Von 1906 bis 1907 gab es nur den 24 HP. Der Vierzylindermotor leistete 24 PS. Das Fahrgestell war mit zwei verschiedenen Radständen erhältlich. Der zweisitzige Roadster und der viersitzige Surrey hatten 249 cm Radstand. Beim fünfsitzigen Tourenwagen und beim zweisitzigen Racytype Roadster betrug der Radstand 262 cm.
1908 gab es den 24 HP nur mit 262 cm Radstand als Tourenwagen mit vier Sitzen und als Racytype mit drei Sitzen. Neu war der 42/50 HP. Er hatte einen Sechszylindermotor, der mit 42/50 PS angegeben war. Der Radstand betrug 292 cm. Der Tourenwagen war fünfsitzig, der Racytype dreisitzig.
1909 wurde das kleine Modell zum 24/28 HP. Der Radstand wurde auf 279 cm verlängert. Nun gab es einen Roadster mit vier Sitzen, den Racytype Roadster mit drei und vier Sitzen und Limousinen mit fünf und sieben Sitzen. Der 42/50 HP bot mit dem vom Vorjahr bekannten Radstand Aufbauten als fünfsitziger Tourenwagen, dreisitziger Roadster sowie fünf- und siebensitzige Limousinen. Ein Racytype Roadster hatte nur 267 cm Radstand. Spitzenmodell wurde der 60 HP, auch Large Four genannt. Der Vierzylindermotor leistete 60 PS. Der Radstand betrug 315 cm. Überliefert sind Tourenwagen mit sieben Sitzen und Racytype Roadster mit drei und vier Sitzen.
Von 1910 bis 1911 kam das Model 20 als kleinstes Modell auf den Markt. Sein Vierzylindermotor leistete 20 PS. Der Radstand von 213 cm ermöglichte einen Aufbau als zweisitzigen Roadster. Daneben gab es einen 40 HP, auch Light Four genannt. Er hatte einen 40-PS-Motor und 284 cm Radstand. Er war als Tourenwagen mit fünf und sieben Sitzen, Roadster mit zwei Sitzen, Limousine mit fünf und sieben Sitzen und Racytype Roadster erhältlich.

## Modellübersicht
| Jahr      | Modell   | Zylinder | Leistung (PS) | Radstand (cm) | Aufbau                                                                                                   |
| --------- | -------- | -------- | ------------- | ------------- | --- |
| 1906–1907 | 24 HP    | 4        | 24            | 249           | Roadster 2-sitzig, Surrey 4-sitzig                                                                       |
| 1906–1907 | 24 HP    | 4        | 24            | 262           | Tourenwagen 5-sitzig, Racytype Roadster 2-sitzig                                                         |
| 1908      | 24 HP    | 4        | 24            | 262           | Tourenwagen 4-sitzig, Racytype 3-sitzig                                                                  |
| 1908      | 42/50 HP | 6        | 42/50         | 292           | Tourenwagen 5-sitzig, Racytype 3-sitzig                                                                  |
| 1909      | 24/28 HP | 4        | 24/28         | 279           | Roadster 4-sitzig, Racytype Roadster 3-sitzig und 4-sitzig, Limousine 5-sitzig und 7-sitzig              |
| 1909      | 42/50 HP | 6        | 42/50         | 267           | Racytype Roadster                                                                                        |
| 1909      | 42/50 HP | 6        | 42/50         | 292           | Tourenwagen 5-sitzig, Roadster 3-sitzig, Limousine 5-sitzig und 7-sitzig                                 |
| 1909      | 60 HP    | 4        | 60            | 315           | Tourenwagen 7-sitzig, Racytype Roadster 3-sitzig und 4-sitzig                                            |
| 1910–1911 | Model 20 | 4        | 20            | 213           | Roadster 2-sitzig                                                                                        |
| 1910–1911 | 40 HP    | 4        | 40            | 284           | Tourenwagen 5-sitzig und 7-sitzig, Roadster 2-sitzig, Limousine 5-sitzig und 7-sitzig, Racytype Roadster |